# Bóng đá nữ tại Cộng hòa Dân chủ Đức

Huy hiệu của DFV

Bóng đá nữ đã xuất hiện tại Cộng hòa Dân chủ Đức từ cuối thập niên 1950. Hiệp hội bóng đá Cộng hòa Dân chủ Đức (DFV) bắt đầu thành lập các đội bóng đá nữ từ năm 1968, nhưng ban đầu chỉ có các giải đấu cấp quận. Các giải đấu chính thức ở cấp quốc gia diễn ra từ cuối thập niên 1970.

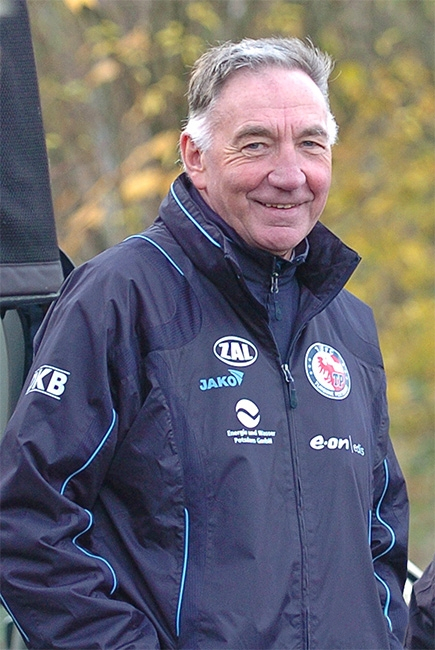
Bernd Schröder, một trong những huấn luyện viên thành công của bóng đá nữ Đông Đức trước đây và CHLB Đức ngày nay

## Lịch sử

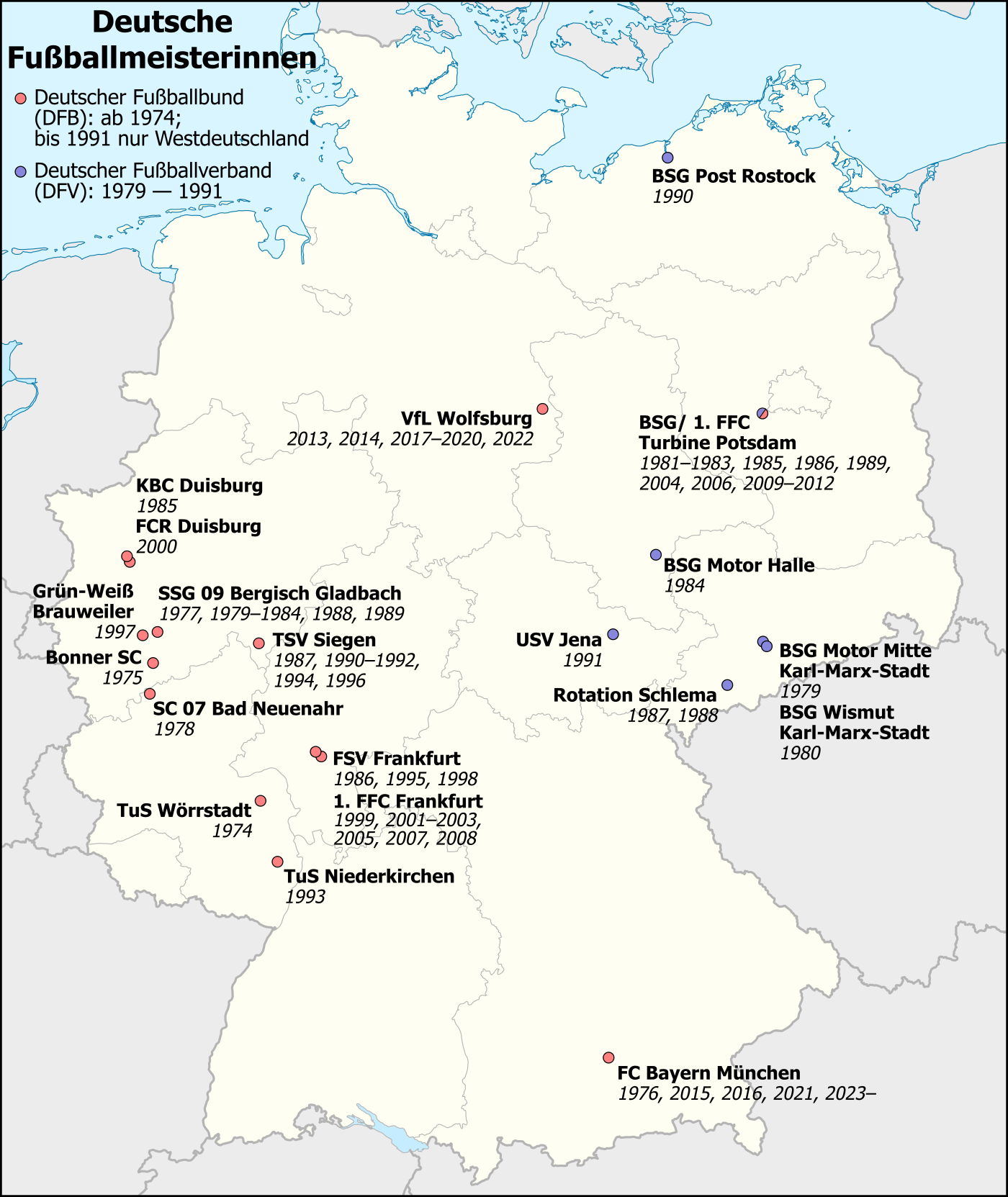
Các đội vô địch quốc gia nữ ở cả Đông và Tây Đức từ năm 1974 (trong đó các chấm xanh là các đội của Đông Đức từ 1979 tới 1991)

Những ghi chép đầu tiên về các trận bóng đá nữ tại CHDC Đức đã có từ những năm 1959 và 1960. Trong khoảng thời gian này đã diễn ra một trận đấu tại Dresden giữa hai đội đến từ Dresden và Leipzig. Tuy nhiên những năm về sau tin tức về bóng đá nữ trở nên ít hơn nhiều, chủ yếu vì lý do bóng đá nữ là môn thể thao giải trí, nó diễn ra ngoài sự giám sát của LĐBĐ Đông Đức.
Bóng đá nữ có chỗ đứng trong cơ cấu tổ chức của DFV từ năm 1968. Sinh viên người Bulgaria Vladimir Tsvetkov học tại Đại học Kỹ thuật Dresden mong muốn ý tưởng của anh về việc để phụ nữ chơi bóng một cách chính thức trong câu lạc bộ BSG Empor Dresden-Mitte (giờ là Dresdner SC) được hiện thực hóa. Mặc dù nhận nhiều sự ngăn cản Tsvetkov vẫn mạnh dạn tới các cấp lãnh đạo của các đoàn thể và liên đoàn thể thao, và sau một cuộc điện đàm với bí thư thứ nhất quận Dresden, anh được cho tới gặp các lãnh đạo của BSG Empor Dresden. Anh đăng một thông báo trên tờ Sächsischen Neuen Nachrichten và nhờ đó nhiều phụ nữ đăng ký tập luyện. Tsvetkov cũng nhận sự trợ giúp từ Heinz Florian Oertel khi nhà báo này tới thăm câu lạc bộ Union Berlin. Anh đã thuyết phục được ông thông báo về trận đấu bóng đá nữ đầu tiên của đội Empor Dresden-Mitte trong giờ nghỉ giữa hiệp của các trận bóng đá nam.
Ngày 4 tháng 8 năm 1969 trong trận đấu với đội Empor Possendorf dưới sự chứng kiến của 1.600 khán giả, Dresden-Mitte giành chiến thắng 2–0. Không lâu sau đó Tsvetkov tham dự vào quá trình thành lập các câu lạc bộ ZfK Rossendorf và Aufbau Dresden-Ost. Trong cuộc phỏng vấn vào năm 2005 Tsvetkov nói về những phương pháp huấn luyện trước đây của mình: "Chiến thuật, kĩ thuật, bài tập thể lực... Những bài tập mà Klinsmann cùng những người Mỹ làm cho đội tuyển quốc gia Đức, tôi cũng đã hướng dẫn nó cho các nữ cầu thủ, ví dụ như những bài tập với dây cuốn quanh chân."
Vì bóng đá nữ chưa phải là một môn Olympic vào thời điểm đó, cũng như nhận được không nhiều sự quan tâm ở khắp đất nước nên nó chưa được coi là môn thể thao cạnh tranh mà vẫn chỉ được coi là môn thể thao giải trí. Mặc dù thiếu sự tổ chức từ cấp quận tới cấp quốc gia, những người đi tiên phong tại Dresden đã lập nên một giải bóng đá vô địch cấp thành phố từ năm 1970 gồm 8 đội. Ở nhiều nơi khác trên đất Đông Đức, các câu lạc bộ bóng đá nữ được thành lập như đội BSG Chemie Leipzig được ra đời vào ngày 5 tháng 11 năm 1968 hay vào năm 1969 là đội BSG Motor Mitte Karl-Marx-Stadt, năm 1970 là đội BSG Motor Halle.
Trong khoảng thời gian này các câu lạc bộ nữ của các thành phố Karl-Marx-Stadt, Neubrandenburg và Rostock liên tiếp ra đời như BSG Post Rostock, Traktor Spornitz và BSG Hydraulik Parchim. Cho tới cuối năm 1971 tại CHDC Đức có 150 đội bóng đá nữ. Vào năm 1974 ở Neubrandenburg một giải đấu được cho ra đời gồm đội bóng nữ. Các đội tham gia thuộc các hiệp hội thể thao Motor Teterow, Ascobloc Neubrandenburg, Traktor Rosenow, Einheit Strasburg, Vorwärts Viereck và Traktor Neukölln.
Điều lệ của Liên đoàn bóng đá Đông Đức từ năm 1971 quy định thời gian thi đấu của một trận bóng đá nữ là 60 phút, chia làm hai hiệp. Các cầu thủ nữ phải ít nhất 16 tuổi và "phải có một trọng tài nữ". DFV cũng quy định "việc tổ chức cá cược không được phép vượt quá phạm vi cấp quận." Giải vô địch quốc gia Đông Đức cũng bị ngăn cản trong một thời gian dài. "Việc ra đời một giải bóng đá (...) theo chúng tôi là quá vội vã", theo lời của phó tổng thư ký DFV, Hans Müller vào năm 1971.
Vào năm 1979, một "giải vô địch" với tên gọi Bestenermittlung đã được DFV tổ chức. Đại hội lần thứ sáu của DFV vào năm 1979 quyết định tổ chức một giải đấu. Một nhóm công tác bóng đá nữ trong Ban Thể thao giải trí chịu trách nhiệm tổ chức và điều hành giải đấu. Ngày diễn ra giải vô địch quốc gia 6 tháng 10 năm 1979 tại Templin có thể coi là sự kiện bóng đá nữ lớn đầu tiên ở Cộng hòa Dân chủ Đức. 3.100 đã tới xem các trận đấu trên sân Stadion der Freundschaft, trong đó có 2.000 đặt vé trước. Thêm vào đó là sự có mặt của phó tổng thư ký DFV, Hans Müller, người đến để dự khán các trận đấu và trao giải. Bốn đội bóng tham dự giải trong ngày hôm đó đại diện cho trên 300 đội bóng đá nữ tại Đông Đức thời điểm này.. Năm 1981 có tổng cộng 360 câu lạc bộ được thành lập. Các đội bóng xuất sắc nhất đến từ Dresden, Karl-Marx-Stadt, Rostock và Potsdam.
Vào năm 1987, một giải đấu cúp quốc ra đời mang tên "Cúp Liên đoàn Phụ nữ Dân chủ" (Pokal des Demokratischen Frauenbundes) được đưa vào chương trình thi đấu. Trong khi đó giải đấu vô địch quốc gia theo mô hình giải Oberliga của nam được duy nhất diễn ra vào mùa giải 1990 khi nước Đức thống nhất. Nhà vô địch chính thức đầu tiên và duy nhất là BSG Post Rostock.
Từ năm 1989 đội tuyển quốc gia nữ Đông Đức được thành lập. Tuy nhiện đội cũng chỉ thi đấu duy nhất vào ngày 9 tháng 5 năm 1990 tại Potsdam trước đội tuyển Tiệp Khắc trong một trận đấu kết thúc với phần thắng 3–0 nghiêng về phía đội khách.

## Giải vô địch quốc gia
Chú giải
| n/a | Không tổ chức chung kết |

| Năm  | Vô địch                     | Kết quả | Á quân                     | Địa điểm          |
| ---- | --------------------------- | ------- | -------------------------- | ----------------- |
| 1979 | Motor Mitte Karl-Marx-Stadt | n/a     | BSG Aufbau Dresden-Ost     | Templin           |
| 1980 | BSG Wismut Karl-Marx-Stadt  | n/a     | Aufbau Dresden-Ost         | Bad Blankenburg   |
| 1981 | BSG Turbine Potsdam         | n/a     | BSG Chemie Wolfen          | Babelsberg        |
| 1982 | BSG Turbine Potsdam         | n/a     | Chemie PCK Schwedt         | Lauchhammer       |
| 1983 | BSG Turbine Potsdam         | n/a     | BSG Wismut Karl-Marx-Stadt | Schwedt           |
| 1984 | BSG Motor Halle             | n/a     | BSG Turbine Potsdam        | Colditz và Grimma |
| 1985 | BSG Turbine Potsdam         | 2–0     | BSG Wismut Karl-Marx-Stadt | Markkleeberg      |
| 1986 | BSG Turbine Potsdam         | 4–1     | BSG Motor Halle            | Dresden           |
| 1987 | BSG Rotation Schlema        | 4–1     | BSG Wismut Karl-Marx-Stadt | Kamenz            |
| 1988 | BSG Rotation Schlema        | 3–0 1–3 | BSG Turbine Potsdam        | Aue Babelsberg    |
| 1989 | BSG Turbine Potsdam         | 3–1 2–3 | BSG Rotation Schlema       | Babelsberg Aue    |
| 1990 | BSG Post Rostock            | 6–1 4–2 | BSG Wismut Chemnitz        | Chemnitz Rostock  |
| 1991 | Uni SV Jena                 | n/a     | FC Wismut Aue              |                   |

## Cúp quốc gia
Cúp Liên đoàn Phụ nữ Dân chủ (tiếng Đức: Pokal des Demokratischen Frauenbundes) được tổ chức từ 1987 tới 1991 và do Liên đoàn phụ nữ dân chủ Đức tài trợ.
| Năm  | Vô địch                | Kết quả              | Á quân              | Địa điểm    |
| ---- | ---------------------- | -------------------- | ------------------- | ----------- |
| 1987 | Rotation Schlema       | 4–1                  | Không rõ            | Không rõ    |
| 1988 | Wismut Karl-Marx-Stadt | –:–                  | Không rõ            | Không rõ    |
| 1989 | Rotation Schlema       | 1–0                  | HSG Uni Jena        | Berlin      |
| 1990 | BSG Post Rostock       | 0–0 (s.h.p.) 5–3 (p) | Wismut Chemnitz     | Senftenberg |
| 1991 | Wismut Aue             | 2–0                  | SSV Turbine Potsdam | Hettstedt   |